# Premio Viareggio
Il Premio letterario internazionale Viareggio Rèpaci è un riconoscimento letterario che venne fondato nel 1929 nella città omonima da Leonida Rèpaci.

## Storia
"Volevamo, noi che lo fondammo, creare un premio che avesse un respiro più ampio del Bagutta, nato qualche mese prima nell'osteria del Pepori a Milano, e circoscritto ad una vita di cenacolo. Volevamo (...) farlo circolare assai più del Bagutta nella società letteraria italiana, e costituire intorno ad esso, con la prudenza richiesta dalla situazione, una possibilità di incontro e riconoscimento di tutte quelle forze, di quelle testimonianze, che meno avessero subito la pressione ideologica della dittatura (...). Bastava che tra i fondatori fosse il sottoscritto (il ricordo del carcere sofferto a Palmi era ancora vivo intorno a me, e altrettanto vivo il ricordo della mia attività giornalistica sulla stampa antifascista fino all'agosto 1925) perché il premio apparisse anticonformista e convogliasse verso di esso le simpatie di coloro che la dittatura stava isolando prima di paralizzarli e, in seguito, asservirli".
Leonida Rèpaci
Luisa Trimarchi, autrice della Storia dei fratelli Rupe, scriverà in seguito i motivi per cui si era decisa di fondare il nuovo premio letterario.
Alla festa di inaugurazione del premio parteciparono Luigi Pirandello e Massimo Bontempelli e la prima edizione del premio fu vinta a pari merito da Lorenzo Viani con Ritorno alla patria pubblicato dalla Alpes, la casa editrice di Benito Mussolini e da Anselmo Bucci con Il pittore volante, dalla casa editrice Ceschina.
Ma evidentemente questo non fu sufficiente a fermare l'irritazione del regime per un premio che, per volontà diretta di Rèpaci, nasceva a vocazione antifascista, così nel 1931 Lando Ferretti sostituì Rèpaci e nel 1934 fu addirittura il gerarca Galeazzo Ciano ad assumere la supervisione del premio. 
Nel 1933 il Festival di Venezia non ha luogo, ma, su impulso di Lando Ferretti, si svolge a Viareggio, nell'ambito del Premio letterario Viareggio, un "Premio Cinematografico", composto da una sezione italiana e una per i film stranieri, al quale partecipano celebrità del calibro di Vittorio De Sica, Clark Gable, Fredric March, Wallace Beery, James Cagney, Ronald Colman, Greta Garbo, Loretta Young e Joan Crawford. I film premiati sono Camicia Nera di Giovacchino Forzano e Il Campione di King Vidor. Secondo lo storico Franco Pocci, Galeazzo Ciano, che ha presenziato con interesse alla manifestazione, decide di trasferire al festival di Venezia il formato competitivo, per potervi partecipare senza la moglie Edda, residente nella cittadina versiliese. 
Allo scoppio della seconda guerra mondiale il premio fu interrotto per poi rinascere per volontà di Rèpaci che lo tenne in vita con forte volontà fino alla morte avvenuta nel 1985.
Fin dall'inizio quasi tutte le premiazioni del Viareggio furono costellate da polemiche vivaci perché Rèpaci spesso interveniva in modo pesante nelle decisioni prese dalla giuria che lui stesso nominava.
Nel 1946, ad esempio, la giuria aveva deciso di dare il premio ad Umberto Saba, ma quando il presidente venne a conoscenza del fatto che Giacomo Debenedetti aveva dato la notizia al poeta prima della premiazione, volle riconvocare la giuria e la tenne "blindata" fino a che non si arrivò ad un giudizio di equità tra Il canzoniere di Saba e  Pane duro  di Silvio Micheli, entrambi pubblicati da Einaudi.
Nel 1947 sorse un'altra polemica. Tutti erano convinti che avrebbe vinto Alberto Moravia, invece si decise per Lettere dal carcere di Antonio Gramsci, anche se il regolamento diceva che dovevano essere premiati solamente autori viventi e Gramsci era morto dieci anni prima.
Celebri furono anche i rifiuti come quello di Italo Calvino che era stato proposto per il premio con la sua opera Ti con Zero e che spedì il seguente telegramma:
(Italo Calvino)
Altrettanto celebri furono le critiche per l'aggiunta al premio di un numero esagerato di targhe, encomi e segnalazioni.
Finché Rèpaci fu in vita il Viareggio si identificava con il suo fondatore. In seguito, a reggere il premio, furono Natalino Sapegno e Cesare Garboli. Il premio è stato presieduto da Rosanna Bettarini fino al febbraio 2012. Le è succeduta alla presidenza Simona Costa, restata in carica per oltre nove anni. Il 29 marzo 2021 è stato eletto presidente il giornalista Paolo Mieli.
Il premio è attualmente suddiviso in quattro sezioni ("Opera prima", "Narrativa", "Poesia", "Saggistica"). 
Per ciascuna sezione vengono designati un numero variabile di finalisti, tra i quali vengono quindi scelti cinque titoli (le storiche "cinquine") e infine tra questi viene proclamato il vincitore.
Inoltre viene assegnato dalla giuria il "Premio Internazionale Viareggio-Versilia" ad una personalità di grande fama che abbia speso la vita in favore dell'intesa tra i popoli, il progresso sociale e la pace.

## Vincitori

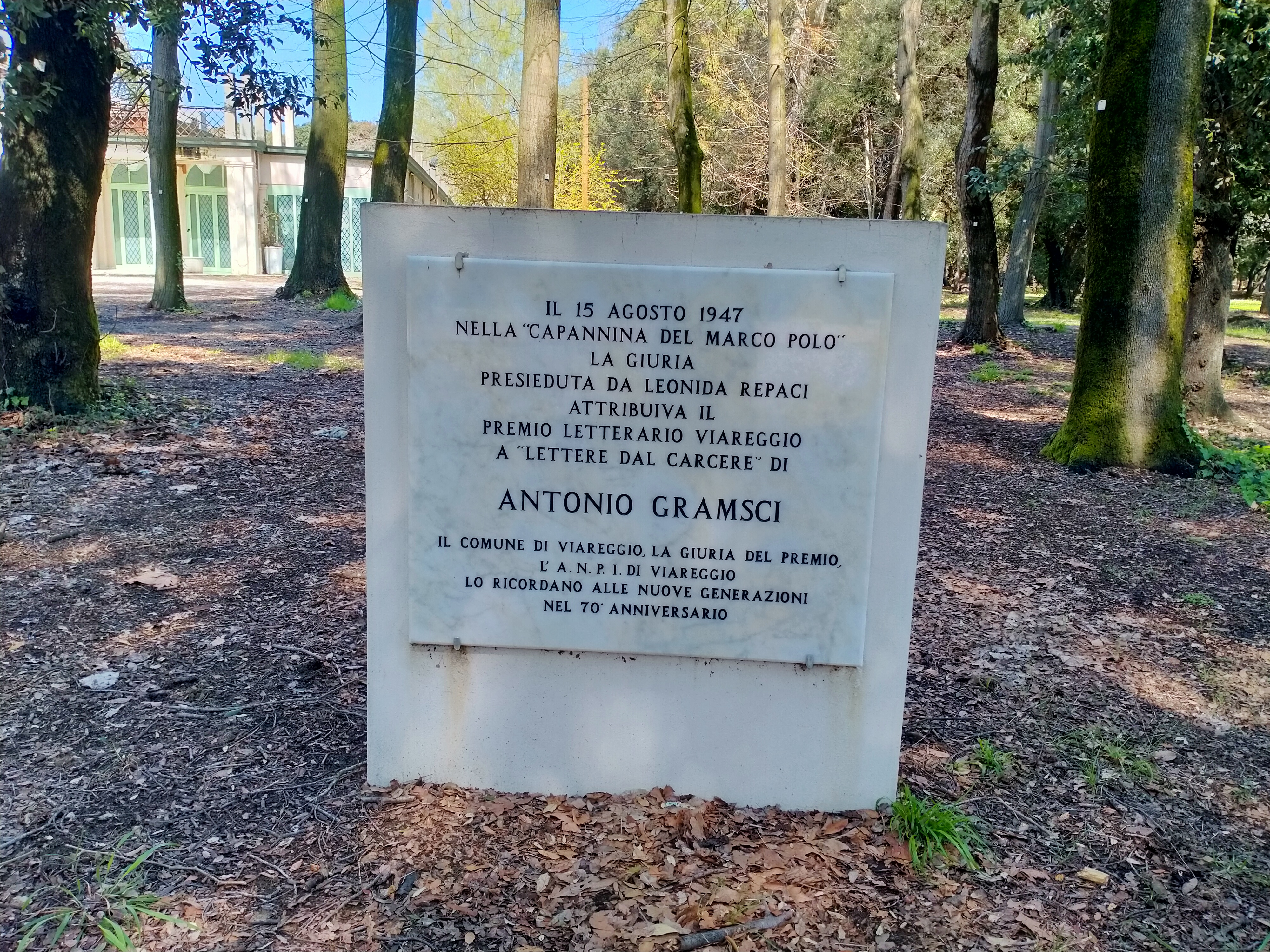
Memoria del conferimento del premio Viareggio a Gramsci, presso La Capannina del Marco Polo di Viareggio

Questa è la lista dei vincitori delle diverse sezioni del premio:
- 1930
  - Narrativa (ex aequo):
    - Anselmo Bucci, Il pittore volante (Ceschina)
    - Lorenzo Viani, Ritorno alla patria (Treves)
- 1931
  - Narrativa: Corrado Tumiati, I tetti rossi (Treves)
  - Premi minori e medaglie: Luigi Bartolini, Riccardo Marchi, Paola Masino, Giuseppe Villaroel, Raul Radice, Lina Pietravalle, Eugenio Ferdinando Palmieri, Giana Anguissola
- 1932
  - Narrativa, primo premio: Antonino Foschini, L'avventura di Villon (Atlante)
  - Narrativa, secondo premio: Enrico Pea, Il servitore del diavolo (Treves)
  - Narrativa, terzo premio: Arnaldo Frateili, Capogiro (Bompiani)
  - Premi minori e medaglie: Lino Masola, Cesare Meano, Raffaele Carrieri, Giuseppe Fanciulli
- 1933
  - Narrativa, primo premio: Achille Campanile, Cantilena all'angolo della strada (Treves)
  - Narrativa, secondo premio: Paola Masino, Periferia (Bompiani)
  - Narrativa, terzo premio: Piero Bargellini, San Bernardino da Siena (Morcelliana)
  - Narrativa, quarto premio: Bino Sanminiatelli, Giochi da ragazzi (Vallecchi)
- 1934
  - Narrativa, primo premio: Raffaele Calzini, Segantini, romanzo della montagna (Mondadori)
  - Narrativa, secondo premio: Marcello Gallian, Comando di tappa (Cabala)
  - Narrativa, terzo premio: Emilio Radius, Amici di mezzanotte (Ceschina)
  - Narrativa, quarto premio: Gino Saviotti, Mezzo matto (Baldini e Castoldi)
  - Medaglia d'oro: Maria Luisa Fehr, Aprile (Mondadori)
- 1935
  - Narrativa (ex aequo):
    - Mario Massa, Uomo solo (Circoli)
    - Stefano Landi, Il muro di casa (Bompiani)

  - Premi minori: Margherita Cattaneo, Ezio Camuncoli, Olga Oliano, Don Queirolo, Nicola Moscardelli, Pier Angelo Soldini, Rinaldo Küfferle
- 1936
  - Narrativa: Riccardo Bacchelli, Il rabdomante (Treves)
- 1937
  - Narrativa: Guelfo Civinini, Trattoria di paese (Mondadori)
- 1938
  - Narrativa (ex aequo):
    - Vittorio Giovanni Rossi, Oceano (Bompiani)
    - Enrico Pea, La Maremmana (Vallecchi)

  - Premio scrittori nati dopo il 1908: Krimer (Cristoforo Mercati), Sodalizio con Viani (Tumminelli)
  - Segnalazioni: Romano Bilenchi, Antonio Pinghelli, Salvato Cappelli
- 1939
  - Ex aequo:
    - Maria Bellonci, Lucrezia Borgia (Mondadori)
    - Arnaldo Frateili, Clara fra i lupi (Bompiani)
    - Orio Vergani, Basso profondo (Garzanti)

In un primo tempo il premio fu assegnato ex aequo ad Alba de Céspedes con  Nessuno torna indietro e a Vincenzo Cardarelli ma la decisione della giuria fu annullata per ordine di Mussolini a causa dei precedenti politici antifascisti della prima e del reiterato mancato rinnovo della tessera d'iscrizione al partito del secondo.
- Dal 1940 al 1945 non assegnato
- 1946
  - Narrativa: Silvio Micheli, Pane duro (Einaudi)
  - Poesia: Umberto Saba, Il Canzoniere (Einaudi)
- 1947
  - Narrativa: Antonio Gramsci, Lettere dal carcere (Einaudi)
  - Menzione d'onore: Enrico Pea, Elio Vittorini, Maria Bellonci
- 1948
  - Narrativa (ex aequo):
    - Aldo Palazzeschi, I fratelli Cuccoli (Vallecchi)
    - Elsa Morante, Menzogna e sortilegio (Einaudi)

  - Poesia: Sibilla Aleramo, Selva d'amore (Mondadori)
- 1949
  - Narrativa, primo premio: Arturo Carlo Jemolo, Chiesa e Stato in Italia negli ultimi cento anni (Einaudi)
  - Narrativa, secondo premio (ex aequo):
    - Libero De Libero, Banchetto (Mondadori)
    - Renata Viganò, L'Agnese va a morire (Einaudi)

  - Poesia (ex aequo)
    - Ugo Moretti, Vento caldo (Faro)
    - Biagio Zagarrio, Sereno (Il girasole)
- 1950
  - Narrativa (ex aequo):
    - Francesco Jovine, Le terre del Sacramento (Einaudi)
    - Carlo Bernari, Speranzella (Einaudi)

  - Poesia: Corrado Govoni, per l'opera complessiva
  - Saggistica: Massimo Mila, L'esperienza musicale e l'estetica (Einaudi)
  - Opera prima: Giorgio Piovano, Poema di noi (Ed. di Base)
- 1951
  - Narrativa: Domenico Rea, Gesù, fate luce (Mondadori)
  - Poesia: Attilio Bertolucci, La capanna indiana (Sansoni)
  - Saggistica: Ruggero Zangrandi e Marcello Venturoli, Dizionario della paura (Nistri-Lischi)
  - Opera prima: Pietro Sissa, La banda di Dohren (Einaudi)
- 1952
  - Narrativa: Tommaso Fiore, Un popolo di formiche (Laterza)
  - Premi speciali per la narrativa:
    - Anna Banti, Le donne muoiono (Mondadori)
    - Giovanni Comisso, Capricci italiani (Vallecchi)

  - Premio «Savinio» per la poesia: Giorgio Caproni, Stanze della funicolare (De Luca)
  - Premio «Comunità» per la saggistica: Mario Praz, La casa della fama (Ricciardi)
  - Opera prima: Marcello Venturi, Dalla Sirte a casa mia (Macchia)
- 1953
  - Narrativa: Carlo Emilio Gadda, Novelle dal ducato in fiamme (Vallecchi)
  - Premio speciale per la narrativa: Anna Maria Ortese, Il mare non bagna Napoli (Einaudi)
  - Poesia: Raffaele Carrieri, Il trovatore (Mondadori)
  - Saggistica: Roberto Battaglia, Storia della Resistenza italiana (Einaudi)
  - Opera prima: Mario Rigoni Stern, Il sergente nella neve (Einaudi)
- 1954
  - Narrativa: Rocco Scotellaro, È fatto giorno (Mondadori)
  - Premio speciale per la narrativa: Giuseppe Raimondi, Notizie dall'Emilia (Einaudi)
  - Saggistica: Giuseppe Giarrizzo, Edward Gibbon e la cultura europea del '700 (Istituto italiano per gli studi storici)
  - Opera prima: Giampiero Carocci, Il campo degli ufficiali (Einaudi)
  - Premi minori: Vieri Nannetti, Cesare Luporini, Carlo Montella, Silvana Giorgetti, Lino Plateroti
- 1955
  - Narrativa: Vasco Pratolini, Metello (Vallecchi)
  - Poesia: Carlo Betocchi, Poesie (Vallecchi)
  - Saggistica (ex aequo):
    - Eugenio Garin, Cronache di filosofia italiana (Mondadori)
    - Giuseppe Ravegnani, Uomini visti (Mondadori)

  - Opera prima: Giovanni Russo, Baroni e contadini (Laterza)
- 1956
  - Narrativa (ex aequo):
    - Carlo Levi, Le parole sono pietre (Einaudi)
    - Gianna Manzini, La sparviera (Mondadori)

  - Poesia: Giacomo Noventa, Versi e poesie (Ed. di Comunità)
  - Saggistica (ex aequo):
    - Nino Valeri, Da Giolitti a Mussolini (Parenti)
    - Giancarlo Vigorelli, Gronchi, battaglie di ieri e di oggi (Vallecchi)

  - Opera prima: Niccolò Tucci, Il segreto (Garzanti)
- 1957
  - Narrativa (ex aequo):
    - Italo Calvino, Il barone rampante (Einaudi)
    - Arturo Tofanelli, L'uomo d'oro (Mondadori)
    - Natalia Ginzburg, Valentino (Einaudi)

  - Poesia (ex aequo):
    - Pier Paolo Pasolini, Le ceneri di Gramsci (Garzanti)
    - Sandro Penna, Poesie (Garzanti)
    - Alberto Mondadori, Quasi una vicenda (Mondadori)

  - Saggistica (ex aequo):
    - Marcello Venturoli, La patria di marmo (Nistri-Lischi)
    - Dino Del Bo, La volontà dello Stato (Garzanti)

  - Danilo Dolci, Inchiesta a Palermo (Einaudi)
  - Opera prima (ex aequo):
    - Felice Del Vecchio, La chiesa di Canneto (Einaudi)
    - Maria Giacobbe, Diario di una maestrina (Laterza)
    - Angelo Magliano, La borghesia e la paura (Vallecchi)
- 1958
  - Narrativa: Tommaso Landolfi, Ottavio di Saint Vincent (Vallecchi)
  - Poesia: Salvatore Quasimodo, La terra impareggiabile (Mondadori)
  - Saggistica: Ernesto de Martino, Morte e pianto rituale nel mondo antico (Einaudi)
  - Opera prima: Anita Fazzini, Ritorno in pianura (Ceschina)
  - Premio speciale: Giuseppe Marotta, Marotta Ciak (Bompiani)
  - Premio speciale per una inchiesta: Giovanni Passeri, Il pane dei carcamano (Parenti)
- 1959
  - Narrativa: Marino Moretti, Tutte le novelle (Mondadori)
  - Poesia: Giorgio Caproni, Il seme del piangere (Garzanti)
  - Premio speciale per la poesia: Giuseppe Villaroel, La bellezza intravista (Vallecchi)
  - Saggistica: Giorgio Levi Della Vida, Aneddoti e svaghi arabi e non arabi (Ricciardi)
  - Premio speciale per un saggio sul teatro: Eugenio Levi, Il comico di carattere da Teofrasto a Pirandello (Einaudi)
  - Opera prima: Michele Lacalamita, La civiltà contadina (Ed. dell'Ateneo)
  - Premio per l'inchiesta giornalistica: Giuseppe Boffa, La grande svolta (Editori Riuniti)
  - Premio per l'opera straniera: Will Grohmann, Wassily Kandinsky: la vita e l'opera (Il Saggiatore)
- 1960
  - Narrativa (ex aequo):
    - Laudomia Bonanni, L'imputata (Bompiani)
    - Giovanni Battista Angioletti, I grandi ospiti (Vallecchi)

  - Poesia: Paolo Volponi, Le porte dell'Appennino (Feltrinelli)
  - Saggistica (ex aequo):
    - Ettore Lo Gatto, Puškin. Storia di un poeta e di un eroe (Mursia)
    - Bruno Migliorini, Storia della lingua italiana (Sansoni)

  - Opera prima: Sergio Saviane, Festa di laurea (Parenti)
  - Premio speciale per il teatro: Eduardo De Filippo, Cantata dei giorni pari (Einaudi)
  - Premio per l'inchiesta giornalistica: Silvio Micheli, L'Artiglio ha confessato (Vallecchi)
  - Premio speciale per un trattato sull'armistizio dell'8 settembre 1943 ( ex aequo):
    - Maria Chiappelli, Lettera incompiuta (Bompiani)
    - Giuseppe D'Agata, L'esercito di Scipione (Galileo)
    - Elsa De Giorgi, I coetanei (Einaudi)
- 1961
  - Narrativa: Alberto Moravia, La noia (Bompiani)
  - Opera prima: Lorenza Mazzetti, Il cielo cade (Garzanti)
- 1962
  - Narrativa: Giorgio Bassani, Il giardino dei Finzi-Contini (Einaudi)
  - Saggistica: Carlo Ludovico Ragghianti, Mondrian e l'arte del XX secolo (Ed. di Comunità)
  - Opera prima (ex aequo):
    - Claudio Napoleoni, Il pensiero economico del '900 (ERI)
    - Bernardo Bertolucci, In cerca del mistero (Longanesi)
- 1963
  - Narrativa: Antonio Delfini, Racconti (Garzanti)
  - Saggistica: Sergio Solmi, Scrittori negli anni (Il Saggiatore)
  - Opera prima (ex aequo):
    - Massimo Ferretti, Allergia (Garzanti)
    - Enrico Castelnuovo, Un pittore italiano alla corte di Avignone: Matteo Giovannetti e la pittura in Provenza nel secolo XIV (Einaudi)
- 1964
  - Narrativa: Giuseppe Berto, Il male oscuro (Rizzoli)
  - Saggistica: Manara Valgimigli, Poeti e filosofi di Grecia (Sansoni)
- 1965
  - Narrativa: Goffredo Parise, Il padrone (Feltrinelli)
  - Saggistica: Angelo Maria Ripellino, Il trucco e l'anima. I maestri della regia nel teatro russo del Novecento (Einaudi)
- 1966
  - Saggistica: Ottiero Ottieri, Irrealtà quotidiana (Bompiani)
  - Poesia: Alfonso Gatto, La storia delle vittime (Mondadori)
- 1967
  - Narrativa: Raffaele Brignetti, Il gabbiano azzurro (Einaudi)
  - Poesia: Diego Valeri, Poesie (Mondadori)
  - Saggistica: Santo Mazzarino, Il pensiero storico classico (Laterza)
  - Opera prima narrativa: Alice Ceresa, La figlia prodiga (Einaudi)
  - Opera prima saggistica: Lidia Storoni Mazzolani, L'idea di città nel mondo romano (Ricciardi)
  - Premio speciale: Aldo Capitini, La compresenza dei morti e dei viventi (Il Saggiatore)
- 1968
  - Narrativa: Libero Bigiaretti, La controfigura (Bompiani)[6]
  - Poesia: Giorgio Vigolo, La luce ricorda (Mondadori)
  - Saggistica: Giuliano Procacci, Storia degli italiani (Laterza)
  - Opera prima narrativa: Giulio Cattaneo, L'uomo della novità (Garzanti)
  - Opera prima saggistica: Sergio Pautasso, Vittorini (Borla)
  - Premio speciale: Franco Basaglia, L'istituzione negata (Einaudi)
- 1969
  - Narrativa: Fulvio Tomizza, L'albero dei sogni (Mondadori)
  - Poesia: Giovanni Giudici, Autobiologia (Mondadori)
  - Saggistica: Giovanni Getto, Barocco in prosa e in poesia (Rizzoli)
  - Opera prima narrativa: Franco Cordero, Genus (De Donato)
  - Opera prima poesia: Guido Ceronetti, Poesie, frammenti, poesie separate (Einaudi)
  - Opera prima saggistica: Cesare Garboli, La stanza separata (De Donati)
  - Premi speciali: Marino Moretti, Nicola Lisi, Giulia Veronesi per l'opera complessiva, e a Benedetto Marzullo
- 1970
  - Narrativa: Nello Saito, Dentro e fuori (Rizzoli)
  - Poesia: Nelo Risi, Di certe cose che dette in versi suonano meglio che in prosa (Mondadori)
  - Saggistica: Pietro Citati, Goethe (Mondadori)
- 1971
  - Narrativa: Ugo Attardi, L'erede selvaggio (Rizzoli)
  - Poesia: Libero de Libero, Di brace in brace (Mondadori)
  - Saggistica: Nino Valeri, Giolitti (Utet)
  - Opera prima narrativa: Lucio Ceva, Teskeré (Garzanti)
  - Opera prima poesia: Giorgio Sbaraglia, Parola (De Luca)
  - Opera prima saggistica: Mario Lodi, Il paese sbagliato. Diario di un'esperienza didattica (Einaudi)
  - Premio speciale alla memoria: Giacomo Debenedetti e Arnoldo Mondadori
- 1972
  - Narrativa: Romano Bilenchi, Il bottone di Stalingrado (Vallecchi)
  - Poesia: Ignazio Buttitta, Io faccio il poeta (Feltrinelli)
  - Saggistica: Lucio Lombardo Radice, Gli accusati: Franz Kafka, Michail Bulgakov, Aleksandr Solženicyn, Milan Kundera (De Donati)
  - Opera prima narrativa (ex aequo):
    - Francesca Sanvitale, Il cuore borghese (Vallecchi)
    - Antonio Debenedetti, Monsieur Kitsch (Marsilio)

  - Opera prima poesia: Corrado De Vita, Conoscenza di Stefano (Palazzi)
  - Opera prima saggistica: Ernesto Ferrero, I gerghi della mala dal '400 ad oggi (Mondadori)
  - Premio del presidente della giuria (ex aequo):
    - Giuseppe Marotta jr., Si rilassi (Bietti)
    - Guido Sereni, Om ad Po (Bottazzi)
    - Nantas Salvalaggio, Malpaga (Rizzoli)
- 1973
  - Narrativa: Achille Campanile, Manuale di conversazione (Rizzoli)
  - Poesia: Ferdinando Camon, Liberare l'animale (Garzanti)
  - Saggistica: Mario Praz, Il patto col serpente: paralipomeni di La carne, la morte e il diavolo nella letteratura romantica (Mondadori)
  - Opera prima narrativa: Pellegrino Sarno, La distanza delle cose (Marotta)
  - Opera prima poesia: Giuseppe Lisi, La cultura sommersa (Libreria editrice fiorentina)
- 1974
  - Narrativa: Clotilde Marghieri, Amati enigmi (Vallecchi)
  - Poesia: Rossana Ombres, Bestiario d'amore (Rizzoli)
  - Saggistica: Giorgio Amendola, Lettere a Milano (Editori Riuniti)
  - Opera prima narrativa: Rosetta Loy, La bicicletta (Einaudi)
  - Opera prima poesia: Rodolfo Carelli, Un posto nel profondo (Vallecchi)
  - Opera prima saggistica: Luciano Bellosi, Buffalmacco e il trionfo della morte (Einaudi)
  - Premio del presidente: Biagio Marin, A sol calao (Rusconi)
- 1975
  - Narrativa: Paolo Volponi, Il sipario ducale (Garzanti)
  - Poesia: Leonardo Sinisgalli, Mosche in bottiglia (Mondadori)
  - Saggistica: Gianandrea Gavazzeni, Non eseguire Beethoven (Il Saggiatore)
  - Opera prima narrativa: Gavino Ledda, Padre Padrone (Feltrinelli)
  - Opera prima poesia: Giovanni Marini, E noi folli e giusti (Marsilio)
  - Opera prima saggistica: Vittoria Ronchey, Figlioli miei, marxisti immaginari (Rizzoli)
  - Premio del presidente: Alfonso Leonetti, Da Andria contadina a Torino operaia (Argalia)
  - Premio speciale della giuria alla memoria: Alberto Trebeschi, Lineamenti di storia del pensiero scientifico (Editori Riuniti)
- 1976
  - Narrativa: Mario Tobino, La bella degli specchi
  - Poesia: Dario Bellezza, Morte segreta (Garzanti)
  - Saggistica: Sergio Solmi, La luna di Laforgue (Mondadori)
  - Opera prima narrativa: Luigi Podda, Dall'ergastolo (La Pietra)
  - Opera prima poesia: Cosimo Fornaro, Pensieri sottovoce (Cartia)
  - Opera prima saggistica: Alberto Beretta Anguissola, Proust inattuale (Bulzoni)
  - Premio del presidente: Umberto Terracini
- 1977
  - Narrativa: Davide Lajolo, Veder l'erba dalla parte delle radici (Rizzoli)
  - Poesia: Tommaso Landolfi, Il tradimento (Rizzoli)
  - Saggistica: Cesare Brandi, Scritti sull'arte contemporanea (Einaudi)
  - Opera prima narrativa: Pietro Ghizzardi, Mi richordo anchora (Einaudi)
  - Opera prima poesia: Carlo Francavilla, Le terre della sete (Lacaita)
  - Opera prima saggistica: Giuliana Morandini, E allora mi hanno rinchiusa (Bompiani)
  - Premio del presidente: Paolo Grassi, Quarant'anni di palcoscenico (Mursia)
- 1978
  - Narrativa: Antonio Altomonte, Dopo il presidente (Rusconi)
  - Poesia: Mario Luzi, Al fuoco della controversia (Garzanti)
  - Saggistica: Ludovico Zorzi, Il teatro e la città (Einaudi)
  - Opera prima narrativa: Mario Isotti, Amore mio nemico (Rizzoli)
  - Opera prima poesia: Angelo Lumelli, Cosa bella cosa (Guanda)
  - Opera prima saggistica: Salvatore Settis, La «Tempesta» interpretata (Einaudi)
  - Premio del presidente: Camilla Ravera, Breve storia del movimento femminile in Italia (Editori Riuniti)
  - Premio speciale: Giansiro Ferrata
- 1979
  - Narrativa: Giorgio Manganelli, Centuria (Rizzoli)
  - Poesia: Andrea Zanzotto, Il Galateo in Bosco (Mondadori)
  - Saggistica: Giuseppe Boffa, Storia dell'Unione Sovietica (Mondadori)
  - Opera prima narrativa: Giulio Del Tredici, Tarbagatai (Einaudi)
  - Opera prima poesia: Rosita Copioli, Splendida lumina solis (Forum)
  - Opera prima saggistica: Maria Moneti Codignola, La meccanica delle passioni (La nuova Italia)
  - Premio del presidente: Oriana Fallaci, Un uomo (Rizzoli)
- 1980
  - Narrativa: Stefano Terra, Le porte di ferro (Rizzoli)
  - Poesia: Luciano Erba, Il nastro di Moebius (Mondadori)
  - Saggistica: Elvio Fachinelli, La freccia ferma. Tre tentativi di annullare il tempo (L'erba voglio)
  - Opera prima narrativa: Olivo Bin, Storia di un bocia (Città armoniosa)
  - Opera prima poesia: Cosimo Ortesta, Il bagno degli occhi (Società di poesia)
  - Opera prima saggistica: Paolo Zellini, Breve storia dell'infinito (Adelphi)
  - Premio del presidente: Leo Solari, Eugenio Colorni. Ieri e sempre (Marsilio)
- 1981
  - Narrativa: Enzo Siciliano, La principessa e l'antiquario (Rizzoli)
  - Poesia: Maria Luisa Spaziani, Geometria del disordine (Mondadori)
  - Saggistica: Gennaro Sasso, Niccolò Machiavelli (Il Mulino)
  - Opera prima narrativa: Massimo Griffo, Futuro anteriore (Rusconi)
  - Opera prima poesia: Vivian Lamarque, Teresino (Società di poesia)
  - Opera prima saggistica: Guido Santato, Pier Paolo Pasolini. L'opera (Neri Pozza)
  - Premio del presidente: Paolo Vittorelli, L'età della tempesta (Rizzoli)
- 1982
  - Narrativa: Primo Levi, Se non ora, quando? (Einaudi)
  - Poesia: Vittorio Sereni, Stella variabile (Garzanti)
  - Saggistica: Luigi Lombardi Satriani e Mariano Meligrana, Il ponte di San Giacomo (Rizzoli)
  - Opera prima narrativa: Graziella Civiletti, Il ritratto della bella fortunata (Bompiani)
  - Opera prima poesia: Patrizia Valduga, Medicamenta (Guanda)
  - Opera prima saggistica: Massimo Bacigalupo, L'ultimo Pound (Ed. Storia e letteratura)
  - Premio del presidente: Maria Fida Moro, La casa dei cento Natali (Rizzoli)
- 1983
  - Narrativa: Giuliana Morandini, Caffè Specchi (Bompiani)
  - Poesia: Maurizio Cucchi, Glenn (Edizioni San Marco dei Giustiniani)
  - Saggistica: Gianfranco Folena, L'Italiano in Europa. Esperienze linguistiche del Settecento (Einaudi)
  - Opera prima narrativa: Daniele Del Giudice, Lo stadio di Wimbledon (Einaudi)
  - Opera prima saggistica: Benedetta Craveri, Madame Du Deffand e il suo mondo (Adelphi)
  - Premio del presidente: Emilio Guarnaschelli, Una piccola pietra (Garzanti)
  - Premio speciale: Luca Canali, Autobiografia di un baro (Bompiani)
- 1984
  - Narrativa: Gina Lagorio, Tosca dei gatti
  - Poesia: Antonio Porta, Invasioni (Mondadori)
  - Saggistica: Bruno Gentili, Poesia e pubblico nella Grecia antica. Da Omero al V secolo
  - Opera prima narrativa: Maria Pace Ottieri, Amore nero (Mondadori)
  - Opera prima poesia: Pier Mario Fasanotti, Labbra d'arancia (Shakespeare & Co.)
  - Opera prima saggistica: Claudio Pozzoli, Vita di Martin Lutero (Rusconi)
  - Premio del presidente: Leo Valiani, Tutte le strade conducono a Roma (Il Mulino)
  - Premio speciale: Primo Conti, La gola del merlo (Sansoni)
- 1985
  - Narrativa: Manlio Cancogni, Quella strana felicità (Rizzoli)
  - Poesia: Vasco Pratolini, Il mannello di Natascia (Mondadori)
  - Saggistica: Rosellina Balbi, Madre Paura (Mondadori)
  - Opera prima narrativa: Marisa Di Maggio, C'era una volta un re... (Il ventaglio)
  - Opera prima saggistica: Giovanna Tomasello, La letteratura coloniale italiana dalle avanguardie al fascismo (Sellerio)
  - Premio del presidente: Alessandro Galante Garrone, I miei maggiori (Garzanti)
- 1986
  - Narrativa: Marisa Volpi, Il maestro della betulla (Vallecchi)
  - Poesia: Mario Socrate, Il punto di vista (Garzanti)
  - Saggistica: Giorgio Candeloro, Storia dell'Italia moderna (Feltrinelli)
  - Premio speciale, Agostino Richelmy, La lettrice di Isasca (Garzanti)
- 1987
  - Narrativa: Mario Spinella, Lettera da Kupjansk (Mondadori)
  - Poesia: Valerio Magrelli, Nature e venature (Mondadori)
  - Saggistica: Nino Pirrotta, Scelte poetiche di musicisti (Marsilio)
- 1988
  - Narrativa: Rosetta Loy, Le strade di polvere (Einaudi)
  - Poesia: Raffaello Baldini, Furistír (Einaudi)
  - Saggistica: Gianfranco Contini, Ultimi esercizi ed elzeviri (Einaudi)
- 1989
  - Narrativa: Salvatore Mannuzzu, Procedura (Einaudi)
  - Poesia: Attilio Bertolucci, La camera da letto (Garzanti)
  - Saggistica: Carlo Dionisotti, Appunti sui moderni (Il Mulino)
- 1990
  - Narrativa: Luisa Adorno, Arco di luminara (Sellerio)
  - Poesia: Cesare Viviani, Preghiera del nome (Mondadori)
  - Saggistica: Maurizio Calvesi, Le realtà del Caravaggio (Einaudi)
- 1991
  - Narrativa: Antonio Debenedetti, Se la vita non è vita (Rizzoli)
  - Poesia: Gabriella Leto, Nostalgia dell'acqua (Einaudi)
  - Saggistica: Grazia Livi, Le lettere del mio nome (La Tartaruga)
- 1992
  - Narrativa: Luigi Malerba, Le pietre volanti (Rizzoli)
  - Poesia: Franco Marcoaldi, A mosca cieca (Einaudi)
  - Saggistica: Paolo Rossi, Il passato, la memoria, l'oblio (Il Mulino)
- 1993
  - Narrativa: Alessandro Baricco, Oceano mare (Rizzoli)
  - Poesia: Pier Luigi Bacchini, Visi e foglie (Garzanti)
  - Saggistica: Antonio Gambino, Il mito della politica (Il Mulino)
- 1994
  - Narrativa: Antonio Tabucchi, Sostiene Pereira (Feltrinelli)
  - Poesia: Giovanni Raboni, Ogni terzo pensiero (Mondadori)
  - Saggistica: Chiara Frugoni, Francesco e l'invenzione delle stimmate (Einaudi)
- 1995
  - Narrativa: Maurizio Maggiani, Il coraggio del pettirosso (Feltrinelli)
  - Poesia: Elio Pagliarani, La ballata di Rudi (Marsilio)
  - Saggistica: Serena Vitale, Il bottone di Puškin (Adelphi)
- 1996
  - Narrativa: Ermanno Rea, Mistero napoletano (Einaudi)
  - Poesia: Alda Merini, Ballate non pagate (Einaudi)
  - Saggistica: Padre Giovanni Pozzi, Alternatim (Adelphi)
  - Premio speciale: Vittorio Foa, Questo Novecento (Einaudi)
- 1997
  - Narrativa: Claudio Piersanti, Luisa e il silenzio (Feltrinelli)
  - Poesia: Franca Grisoni, De chì (Scheiwiller)
  - Saggistica: Corrado Stajano, Promemoria (Garzanti)
- 1998
  - Narrativa: Giorgio Pressburger, La neve e la colpa (Einaudi)
  - Poesia: Michele Sovente Cumae (Marsilio)
  - Saggistica: Carlo Ginzburg, Occhiacci di legno (Feltrinelli)
- 1999
  - Narrativa: Ernesto Franco, Vite senza fine (Einaudi)
  - Poesia: Patrizia Cavalli, Sempre aperto teatro (Einaudi)
  - Saggistica: Alessandro Portelli, L'ordine è già stato eseguito. Roma, le Fosse Ardeatine, la memoria (Donzelli)
- 2000
  - Narrativa (ex aequo):
    - Giorgio van Straten, Il mio nome a memoria (Mondadori)
    - Sandro Veronesi, La forza del passato (Bompiani)

  - Poesia: Tiziano Rossi, Gente di corsa (Garzanti)
  - Saggistica: Mimmo Franzinelli, I tentacoli dell'OVRA (Bollati Boringhieri)
- 2001
  - Narrativa: Niccolò Ammaniti, Io non ho paura (Einaudi)
  - Poesia: Michele Ranchetti, Verbale (Garzanti)
  - Saggistica: Giorgio Pestelli, Canti del destino (Einaudi)
  - Premio speciale: Roberto Calasso, La letteratura e gli dèi (Adelphi)
- 2002
  - Narrativa: Fleur Jaeggy, Proleterka (Adelphi)
  - Poesia (ex aequo):
    - Jolanda Insana, La stortura (Garzanti)
    - Ludovica Ripa di Meana, Kouros (Aragno)

  - Saggistica: Alfonso Berardinelli, La forma del saggio (Marsilio)
  - Premio del presidente: Lina Bolzoni, La rete delle immagini (Einaudi)
  - Premio speciale: Barbara Spinelli, Il sonno della memoria (Mondadori)
- 2003
  - Narrativa: Giuseppe Montesano, Di questa vita menzognera (Feltrinelli)
  - Poesia: Roberto Amato, Le cucine celesti (Diabasis)
  - Saggistica: Salvatore Settis, Italia S.p.A.. L'assalto al patrimonio culturale (Einaudi)
  - Premio speciale opera prima: Gilberto Sacerdoti, Sacrificio e sovranità (Einaudi)
- 2004
  - Narrativa: Edoardo Albinati, Svenimenti (Einaudi)
  - Poesia (ex aequo):
    - Livia Livi, Antifona (Aragno)
    - Maria Marchesi, L'occhio dell'ala (Lepisma)

  - Saggistica: Andrea Tagliapietra, La virtù crudele (Einaudi)
  - Premio internazionale: Suad Amiry, Sharon e mia suocera (Feltrinelli)
- 2005
  - Narrativa: Raffaele La Capria, L'estro quotidiano (Mondadori)
  - Poesia: Milo De Angelis, Tema dell'addio (Mondadori)
  - Saggistica: Alberto Arbasino, Marescialle e libertini (Adelphi)
  - Premio opera prima: Alessandro Piperno, Con le peggiori intenzioni (Mondadori)
  - Premio Mario Tobino - Un libro per l'inverno: Mario Rigoni Stern, Aspettando l'alba (Einaudi)
- 2006
  - Narrativa: Gianni Celati, Vite di pascolanti (Nottetempo)
  - Poesia: Giuseppe Conte, Ferite e rifioriture (Mondadori)
  - Saggistica; Giovanni Agosti, Su Mantegna (Feltrinelli)
  - Opera prima: Roberto Saviano, Gomorra (Mondadori)
  - Premio Mario Tobino - Un libro per l'inverno: Vincenzo Pardini, Tra uomini e lupi (peQuod)
- 2007
  - Narrativa: Filippo Tuena, Ultimo parallelo (Rizzoli)
  - Poesia: Silvia Bre, Marmo (Einaudi)
  - Saggistica: Paolo Mauri, Buio (Einaudi)
  - Premio Mario Tobino - Autore dell'anno: Claudio Magris
  - Opera Prima: non assegnato; menzioni speciali ai finalisti:
    - Simona Baldanzi, Figlia di una vestaglia blu (Fazi)
    - Paolo Colagrande, Fìdeg (Alet)
    - Paolo Fallai, Freni (e/o)
- 2008
  - Narrativa: Francesca Sanvitale, L'inizio è in autunno (Einaudi)
  - Poesia: Eugenio De Signoribus, Poesie (1976-2007) (Garzanti)
  - Saggistica: Miguel Gotor, Aldo Moro. Lettere dalla prigionia (Einaudi)
  - Premio Mario Tobino - Autore dell'anno: Mario Monicelli
- 2009
  - Narrativa: Edith Bruck, Quanta stella c'è nel cielo (Garzanti)
  - Poesia: Ennio Cavalli, Libro Grosso (Aragno)
  - Saggistica: Adriano Prosperi, Giustizia bendata (Einaudi)
  - Premio Mario Tobino - Autore dell'anno: Sergio Staino
- 2010
  - Narrativa: Nicola Lagioia, Riportando tutto a casa (Einaudi)
  - Poesia: Pierluigi Cappello, Mandate a dire all'Imperatore (Crocetti)
  - Saggistica: Michele Emmer, Bolle di sapone. Tra arte e matematica (Bollati Boringhieri)
  - Premio del presidente: Fernando Bandini, Quattordici poesie (L'Obliquo)
  - Premio Mario Tobino - Autore dell'anno: Sergio Zavoli
- 2011
  - Narrativa: Alessandro Mari, Troppo umana speranza (Feltrinelli)
  - Poesia: Gian Mario Villalta, Vanità della mente (Mondadori)
  - Saggistica: Mario Lavagetto, Quel Marcel! Frammenti dalla biografia di Proust (Einaudi)
  - Premio Mario Tobino - Autore dell'anno: Melania Mazzucco
- 2012
  - Narrativa: Nicola Gardini, Le parole perdute di Amelia Lynd (Feltrinelli)
  - Poesia: Antonella Anedda, Salva con nome (Mondadori)
  - Saggistica: Franco Lo Piparo, I due carceri di Gramsci (Donzelli)
- 2013
  - Narrativa: Paolo Di Stefano, Giallo d'Avola (Sellerio)
  - Poesia: Enrico Testa, Ablativo (Einaudi)
  - Saggistica: Giulio Guidorizzi, Il compagno dell'anima. I Greci e il sogno (Raffaello Cortina)
- 2014
  - Narrativa: Francesco Pecoraro, La vita in tempo di pace (Ponte alle Grazie)
  - Poesia: Alessandro Fo, Mancanze (Einaudi)
  - Saggistica: Luciano Mecacci, La Ghirlanda fiorentina (Adelphi)
- 2015
  - Narrativa: Antonio Scurati Il tempo migliore della nostra vita (Bompiani)
  - Saggistica: Massimo Bucciantini Campo dei fiori (Einaudi)
  - Poesia: Franco Buffoni Jucci (Mondadori)
- 2016
  - Narrativa: Franco Cordelli Una sostanza sottile (Einaudi)
  - Saggistica: Bruno Pischedda L'idioma molesto (Aragno)
  - Poesia: Sonia Gentili Viaggio mentre morivo (Aragno)
  - Speciale: Lucio d'Alessandro Il dono di Nozze. Romanzo epistolare involontario sui Reali d'Italia scritto nel 1896 da Gabriele D'Annunzio e altri personaggi d'alto affare (Mondadori)
- 2017
  - Narrativa: Gianfranco Calligarich La malinconia dei Crusich (Bompiani)
  - Saggistica: Giuseppe Montesano Lettori selvaggi (Giunti)
  - Poesia: Stefano Carrai La traversata del Gobi (Aragno)
- 2018
  - Narrativa (ex aequo):
    - Fabio Genovesi, Il mare dove non si tocca (Mondadori)
    - Giuseppe Lupo, Gli anni del nostro incanto (Marsilio)

  - Opera Prima: Simone Somekh, Grandangolo (Giuntina)[7]
  - Poesia: Roberta Dapunt, Sincope (Einaudi)
  - Saggistica: Guido Melis, La macchina imperfetta. Immagine e realtà dello Stato fascista (Il Mulino)
- 2019
  - Narrativa: Emanuele Trevi, Sogni e favole, (Ponte alle Grazie)
  - Poesia: Renato Minore, O caro pensiero, (Aragno)
  - Saggistica: Saverio Ricci, Tommaso Campanella (Salerno editrice)
  - Opera Prima, Giovanna Cristina Vivinetto, Dolore minimo (Interlinea)
  - Riconoscimenti speciali: Eugenio Scalfari, Sabino Cassese, Marco Bellocchio, Riccardo Muti e Gino Paoli.[8]
- 2020
  - Narrativa: Paolo Di Paolo, Lontano dagli occhi (libro), (Feltrinelli)
  - Poesia: Luciano Cecchinel, Da sponda a sponda, (Arcipelago Itaca)
  - Saggistica: Giulio Ferroni, L'Italia di Dante (La nave di Teseo)
  - Opera Prima, Alberto Albertini, La classe avversa (Hacca)
  - Riconoscimenti speciali: Franco Gabrielli, Natalia Aspesi, Massimo Bray, Ilaria Capua, Sandro Luporini, Dacia Maraini e Maurizio Serra.[9]
- 2021
  - Narrativa: Edith Bruck, Il pane perduto, (La nave di Teseo)
  - Poesia: Flavio Santi, Quanti - Truciolature, scie, onde. 1999-2019, (Industria&Letteratura)
  - Saggistica: Walter Siti, Contro l'impegno (Rizzoli)
  - Opera Prima, Alessandra Carati, E poi saremo salvi (Mondadori)
  - Riconoscimenti speciali: Roberto Benigni, Annalena Benini, Igiaba Scego.[10]
- 2022
  - Narrativa: Veronica Raimo, Niente di vero (Einaudi)[11]
  - Poesia: Claudio Damiani, Prima di nascere (Fazi)
  - Saggistica: Silvia Ronchey, L'ultima immagine (Rizzoli)
  - Opera Prima, Pietro Castellitto, Gli iperborei (Bompiani)[12]
  - Riconoscimenti speciali: Wlodek Goldkorn (Premio Internazionale), Silvia Sciorilli Borrelli (Premio giornalistico), Agnese Pini (Menzione speciale)
- 2023
  - Narrativa: Niccolò Ammaniti, La vita intima (Einaudi)[13]
  - Poesia: Vivian Lamarque, L'amore da vecchia (Mondadori)
  - Saggistica: Francesco Piccolo, La bella confusione (Einaudi)[14]
  - Opera Prima, Pietro Santetti, Uomini di cavalli (Mondadori)
  - Riconoscimenti speciali: Gian Arturo Ferrari (Premio Internazionale), Nona Mikhelidze (Premio giornalistico), Stefano Massini (Premio Città di Viareggio), Giampaolo Simi (Premio Tobino)
- 2024
  - Narrativa: Silvia Avallone, Cuore Nero (Rizzoli)[15]
  - Poesia: Stefano Dal Bianco, Paradiso (Garzanti)
  - Saggistica: Vincenzo Trione, Prologo celeste (Einaudi)[16]
  - Opera Prima, Alice Valeria Oliveri, Sabato Champagne (Solferino)
  - Riconoscimenti speciali: Anita Likmeta (Premio Internazionale), Giovanna Reanda (Premio giornalistico)

## La Collezione Premio Viareggio
Il Premio, nel corso della sua esistenza, ha raccolto una serie di opere donate da pittori e scultori che a vario titolo sono stati coinvolti nelle diverse manifestazioni collaterali. Dalle opere utilizzate come premio per i vincitori a quelle oggetto di esposizioni (dal 1974 al 1993 viene organizzata, nell'ambito del premio, una personale di un grande artista italiano, “Omaggio al maestro”).
La Collezione è composta da circa duecento opere di grafica, pittura e scultura, dei maestri che hanno attraversato gli anni del Premio, tra cui: Ugo Attardi, Enrico Baj, Antonio Bueno, Corrado Cagli, Primo Conti, Pietro De Laurentiis, Pericle Fazzini, Emilio Greco, Piero Guccione, Renato Guttuso, Leonida Repaci, Mino Maccari, Mario Marcucci, Francesco Messina, Augusto Murer, Adolfo Saporetti, Alberto Sughi, Sergio Vacchi, Renzo Vespignani, Lorenzo Viani, Alberto Ziveri.
Nel 2016, La GAMC Galleria Comunale di Arte Moderna e Contemporanea di Viareggio, dedica alla Collezione la mostra intitolata: Lo sguardo e la parola 1974/1983. Opere dalla Collezione Premio Viareggio.